# أريج (أسفيتش)
أریج (بالفارسية: اریج) هي قرية تقع في إيران في قسم أسفیتش الريفي. يقدر عدد سكانها بـ 140 نسمة بحسب إحصاء 2016.